# Nýřany
Nýřany település Csehországban, a Észak-plzeňi járásban. Nýřany Blatnice, Úherce, Kbelany, Líně, Myslinka, Úlice, Tlučná, Plešnice, Rochlov, Přehýšov és Bdeněves településekkel határos. Lakosainak száma 6960 fő (2024. január 1.).

## Népesség
A település lakosságának változását az alábbi diagram mutatja:
| Lakosok száma | 3176 | 6622 | 7457 | 5424 | 6419 | 6913 | 6981 | 6975 | 6891 | 6960 |
|               | 1869 | 1890 | 1921 | 1950 | 1980 | 2001 | 2017 | 2019 | 2022 | 2024 |